# Adonisea limbalis
Adonisea limbalis là một loài bướm đêm trong họ Noctuidae.